# Raymond Kipkoech
Raymond Kipkoech (19 april 1975) is een Keniaanse langeafstandsloper, die gespecialiseerd is in de marathon.
In 2002 won Kipkoech de marathon van Berlijn in een tijd van 2:06.47 en de marathon van Enschede in 2:12.33. In 2004 werd hij tweede op de marathon van Parijs, tweede op de marathon van Wenen en eerste op de marathon van Venetië.

## Persoonlijk record
| Onderdeel | Prestatie | Datum           | Plaats |
| --------- | --------- | --------------- | ------ |
| marathon  | 2:09.39   | 18 januari 2008 | Dubai  |

## Palmares

### marathon
- 2000: 5e marathon van Turijn - 2:10.52
- 2001:  marathon van Enschede - 2:12.41
- 2002:  marathon van Enschede - 2:12.33
- 2002:  marathon van Berlijn - 2:06.47
- 2003: 5e marathon van Berlijn - 2:09.22
- 2003: 13e New York City Marathon - 2:16.16
- 2004:  marathon van Parijs - 2:10.08
- 2004:  marathon van Wenen - 2:10.45
- 2004:  marathon van Venetië - 2:09.54
- 2004: 4e marathon van Milaan - 2:11.30
- 2005:  marathon van Xiamen - 2:09.49
- 2006: 10e marathon van Xiamen - 2:15.08
- 2006: 6e marathon van San Diego - 2:13.38
- 2007: 5e marathon van Istanboel - 2:11.14
- 2008: 6e marathon van Dubai - 2:09.39
- 2008: 9e marathon van Madrid - 2:18.29
- 2008: 13e marathon van Venetië - 2:19.22
- 2009:  marathon van Karstadt - 2:09.35
- 2010: 10e marathon van Daegu - 2:14.21